# KJ-52
KJ-52 właściwie Jonah Sorrentino (ur. 26 czerwca 1975 w Tampa, Floryda) − amerykański raper, tekściarz i aktor.

## Dyskografia[2]
| Data wydania | Płyta                                | Producent | Status | Wytwórnia    | Reedycja | Nota           |
| ------------ | ------------------------------------ | --------- | ------ | ------------ | -------- | -------------- |
| 2000         | 7th Avenue                           | -         | -      | Essential    | -        | Album studyjny |
| 2002         | Collaborations                       | -         | -      | Uprok        | -        | Album studyjny |
| 2003         | It's Pronounced Five Two             | -         | -      | Uprok        | -        | Album studyjny |
| 2004         | Soul Purpose                         | -         | -      | CCM Group    | -        | Album studyjny |
| 2005         | Behind the Musik (A Boy Named Jonah) | -         | -      | BEC          | -        | Album studyjny |
| 2006         | KJ-52 Remixed                        | -         | -      | CCM Group    | -        | Album studyjny |
| 2007         | The Yearbook                         | -         | -      | BEC          | -        | Album studyjny |
| 2008         | The Yearbook: The Missing Pages      | -         | -      | BEC          | -        | Album studyjny |
| 2009         | Five-two Television                  | -         | -      | CCM Group    | -        | Album studyjny |
| 2011         | Kj-52                                | -         | -      | EMI CM Group | -        | Album studyjny |
| 2012         | Dangerous                            | -         | -      | CCM Group    | -        | Album studyjny |
| 2014         | Mental                               | -         | -      | TPC Music    | -        | Album studyjny |